# Fürchtegott Leberecht von Nordenflycht
Fürchtegott (oft auch Timotheus, Thaddeus, Timoteo)  Leberecht (Labaecht) Freiherr von Nordenflycht (* 1752 in Mitau; † 1815 in Madrid) war ein deutscher Bergingenieur. Er leitete eine deutsche Bergbaukommission, die das Berg- und Hüttenwesen in Peru reformieren sollte.

## Herkunft
Nordenflycht entstammte der zweiten Ehe des Oberbergdirektors Anders Nordenflycht (* 25. Mai 1710; † 1762) aus schwedischem Adel, der 1740 nach Kurland ausgewandert war, mit Fredrika Juliana von Auerbach († 1760), einer Tochter des Kanzlers und Hofrats Johann Christoph Aurbach aus Quedlinburg.

## Leben
Ab 1778 studierte er an der Bergakademie Freiberg und trat anschließend in polnische Dienste, wo er als Geheimer Bergrat und Hüttendirektor in Miedziana Góra in der Woiwodschaft Krakau wirkte.
Im Auftrag der spanischen Krone stellte Nordenflycht 1786 eine Expedition zusammen, die aus 15 sächsischen Bergleuten bestand. Ziel dieser Bergbaukommission war die Steigerung der Produktivität der berühmten Silberbergwerke von Potosí, Cerro de Pasco und Huancavelica in Peru. Das Hauptaugenmerk galt dabei der Einführung einer neuen Methode der Silberverhüttung durch Quecksilber-Amalgamation nach Ignaz von Born in den südamerikanischen Bergwerken.
Nordenflycht stellte sicher, dass die Kommission mit königlichen Garantien hinsichtlich Religionsausübung, Pensionsansprüchen, Spesengeldern und materieller Hilfe in Peru versehen wurde. Da er zudem sehr auf Etikette bedacht war, holte er die Erlaubnis zum Tragen seiner polnischen Uniform ein und bat um die Anerkennung des Freiherrentitels in Spanien und dessen Kolonien.
Im Oktober 1788 traf Nordenflycht nach einer Reise über Hamburg, La Coruña und Madrid mit der Kommission in Buenos Aires ein und begab sich anschließend auf eine zweimonatige Landreise nach Potosí im damaligen Hochperu (Alto Peru), dem heutigen Bolivien. Dort begann er sofort mit der Konstruktion von Hüttenanlagen und der Vermessung des Cerro Rico.
Am 7. September 1790 traf Nordenflycht mit weiteren Teilnehmern der Kommission in Lima ein, wo er verschiedene Maschinen zur Analyse von Erzproben konstruierte und ein mineralogisches Laboratorium einrichtete, welches als Keimzelle für eine spätere Bergschule dienen sollte.
Von Lima aus leitete Nordenflycht den Wiederaufbau der Bergwerke in Huancavelica. In Lima richtete Nordenflycht ein „Mineralogisches Laboratorium“ ein, aus dem die erste Bergbauschule in Peru hervorging, die Escuela de Mineralogía. Aufgrund des hohen Finanzbedarfs und des Widerstands der dortigen korrupten Beamten wurden diese Unternehmungen jedoch immer wieder behindert. Wegen der sich häufenden Misserfolge kam es auch zu Spannungen mit den Behörden in Lima.
Während seines Aufenthalts in Lima vom 23. Oktober bis 24. Dezember 1802 lernte Nordenflycht Alexander von Humboldt kennen. Dieser bezeichnete ihn als „einen gebildeten und außergewöhnlichen Charakter“.
In der Zwischenzeit häuften sich jedoch die Probleme Nordenflychts mit den Autoritäten vor Ort. So kam es unter anderen zu mehreren Rechtsstreitigkeiten mit Micaela Villegas, der berühmt-berüchtigten Mätresse des Vizekönigs Manuel de Amat y Juniet. 1803 wurde Nordenflycht wegen Lesens von „schlechten Büchern“ vor das Inquisitionsgericht geladen. Diese Vorwürfe konnte er jedoch widerlegen und kam straffrei davon.
Die Tätigkeit der deutschen Bergbaukommission wurde schließlich durch eine königliche Verfügung am 22. Dezember 1811 als beendet erklärt. Aufgrund der andauernden Opposition und der vielen Hindernisse vor Ort in einem Land, in dem grundlegende Voraussetzungen für eine fortgeschrittene technische Arbeit fehlten, konnten die ursprünglichen Ziele der Kommission nicht verwirklicht werden.
Nordenflycht kehrte daraufhin nach Europa zurück und starb 1815 im Alter von 58 Jahren in Madrid.

## Familie
1796 heiratete Nordenflycht María Josefa Cortés y Azua. Sie entstammte einer bedeutenden chilenischen Familie und war ein direkter Nachkomme des Hernán Cortés. Aus dieser Ehe gingen neun Kinder hervor, darunter:
- Constanza Nordenflycht y Cortés (* 1808)
- Dionisio Eugenio Nordenflycht y Cortés (* 9. Oktober 1804)
- Ludomilia de Nordenflycht y Cortés de Azúa ⚭ 1839 Gregorio Escardó y Saravia (1812–1888)